# Metalimnobia (Metalimnobia) immatura
Metalimnobia (Metalimnobia) immatura is een tweevleugelige uit de familie steltmuggen (Limoniidae). De soort komt voor in het Nearctisch gebied.